# Germering
Germering is een plaats in de Duitse deelstaat Beieren, gelegen in het Landkreis Fürstenfeldbruck. De stad telt 40.511 inwoners. Een naburige stad is Fürstenfeldbruck.

## Geboren in Germering
- Carl Spitzweg (1808-1885), kunstschilder en dichter

Adelshofen ·
Alling ·
Althegnenberg ·
Egenhofen ·
Eichenau ·
Emmering ·
Fürstenfeldbruck ·
Germering ·
Grafrath ·
Gröbenzell ·
Hattenhofen ·
Jesenwang ·
Kottgeisering ·
Landsberied ·
Maisach ·
Mammendorf ·
Mittelstetten ·
Moorenweis ·
Oberschweinbach ·
Olching ·
Puchheim ·
Schöngeising ·
Türkenfeld